# Velebit

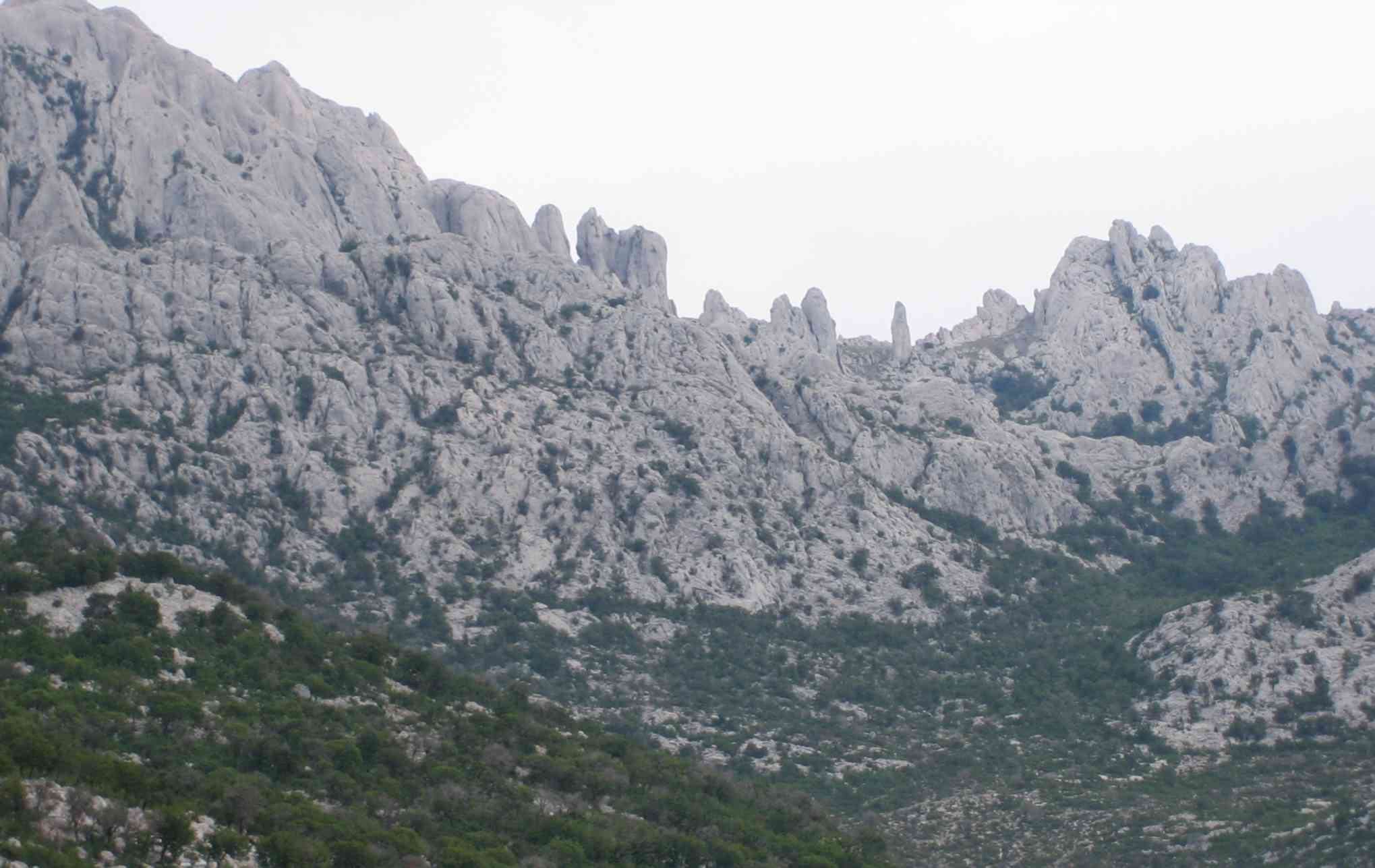
Der Gipfel Sveti Rok im Velebit-Massiv

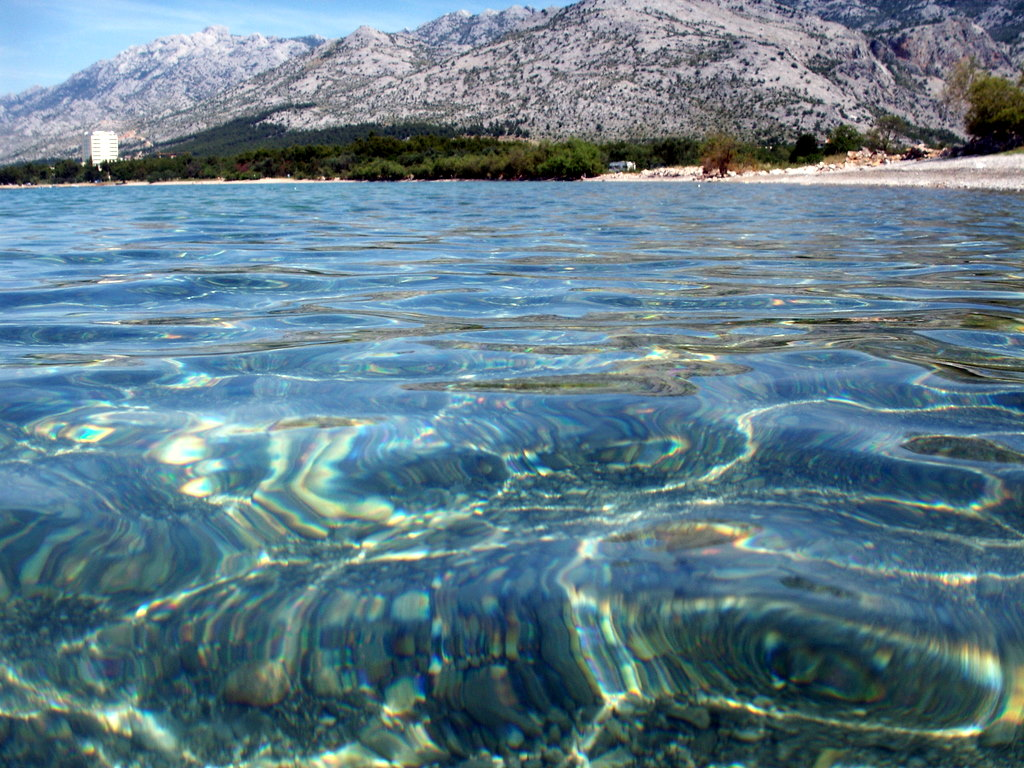
Velebit-Massiv bei Starigrad-Paklenica

Der Velebit (in etwa „Großes Wesen“) ist ein Gebirgszug an der Küstenregion Kroatiens. Er ist zum Naturpark erklärt worden. Im Gebirgsgebiet liegen zwei Nationalparks (Nationalpark Nördlicher Velebit und Nationalpark Paklenica) und nahe der Stadt Gospić der staatlich geschützte Naturpark Velebit.
Der Velebit bildet eine Klimabarriere zwischen dem Mittelmeerklima und dem Gebirgsklima im Landesinneren.

## Geographie
Mit 145 km Länge ist der Velebit das längste Massiv der Dinariden. Die Breite des Velebit beträgt zwischen 10 und 30 km, die Gesamtfläche etwa 2200 km². Höchster Gipfel ist der Vaganski Vrh mit 1757 m. Der zwischen 1930 und 1933 erbaute Gipfelwanderweg Premužićeva staza führt auf einer Länge von 50 km durch den nördlichen und mittleren Teil des Gebirgsmassivs.
Der Velebit ist an der dem Festland zugewandten Ostseite vorwiegend dicht bewaldet. Auf der Küstenseite ist die Vegetation größtenteils spärlich. Der berüchtigte kalte Fallwind Bura (ital. Bora) hat in diesem Teil der Adria seinen Ursprung. Aufgrund seiner zahlreichen Höhlen ist der Velebit ein beliebtes Ziel für Höhlenforscher. Im Jahr 2004 wurde die Jama Velebita, die den bislang tiefsten entdeckten vertikalen Direktabstieg in einer Höhle (513 m) birgt, entdeckt.
Das bedeutendste Verkehrsbauwerk ist der Sveti-Rok-Straßentunnel (5681 m), der zwei Klimazonen miteinander verbindet: das Gebirgsklima Zentralkroatiens mit dem mediterranen Klima der kroatischen Küstenzone. Über den Velebit führen auch mehrere Straßenpässe.
Die endemische Degenia (Degenia velebitica) ist eine Pflanze aus der Familie der Kreuzblütengewächse und gilt als ein Symbol der Region. Sie war auf der 50-Lipa-Münze der ehemaligen Landeswährung Kroatische Kuna (50 lipa = 0,5 kuna) abgebildet.

## Geschützte Gebiete
Im Norden des Velebit liegt der Nationalpark Nördlicher Velebit, im Süden der Nationalpark Paklenica, dazwischen der Naturpark Velebit. Der Naturpark Velebit ist seit 1981 geschützt. Hier leben in freier Wildbahn Braunbären, Wölfe, Luchse, Adler und stellenweise viele Hornvipern. Im Bärenrefugium von Kuterevo finden Bärenwaisen ihr Auskommen.

## Zweiter Weltkrieg
Während des Zweiten Weltkriegs befanden sich auf dem Gebiet des Gebirges die beiden Konzentrationslager Gospić und Jadovno.

## Kultur
Das Velebit-Massiv hat für die Kroaten eine ähnliche Bedeutung wie der Olymp für die Griechen oder der Fuji für die Japaner. Um das Massiv ranken sich zahlreiche Mythen, Sagen und alte Volksweisen wie z. B. die der Vila Velebita (Fee vom Velebit). Die Gebirgslandschaft des Velebit inspirierte im 19. Jahrhundert zur Entstehung des patriotischen Liedes Vila Velebita. Auf dem Velebit befinden sich Drehorte von einigen Karl-May-Filmen.

## Minengefahr
In einigen Gebieten im südlichen Teil des Velebit sollte aufgrund der Minensituation auf Wanderungen abseits von beschilderten Wegen verzichtet werden. Im Gebiet der Tulove Grede sowie des Mali Alan befinden sich immer noch Antipersonenminen aus dem Kroatienkrieg in den 1990er Jahren.

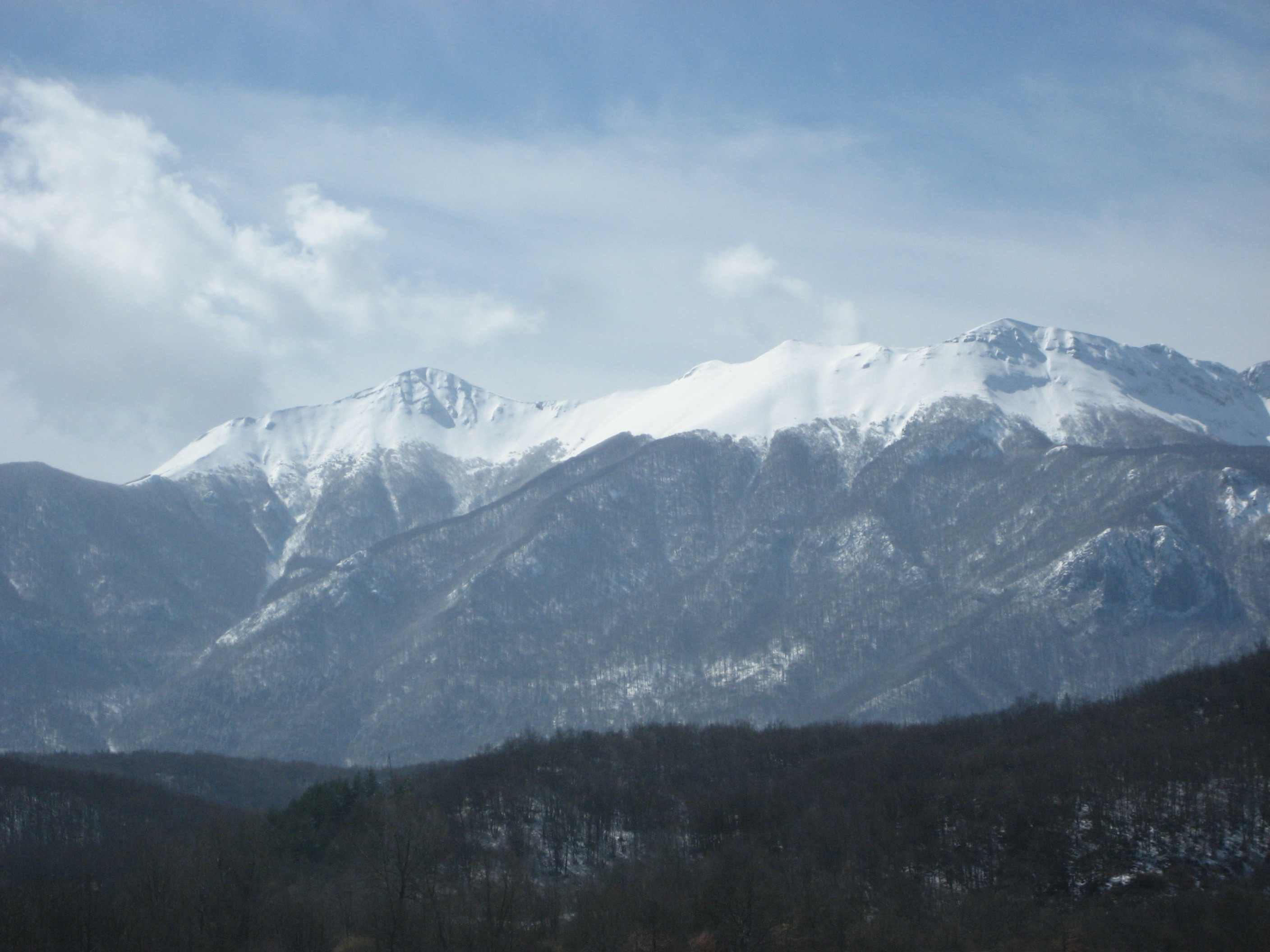
Höchster Gipfel des Velebit: Vaganski Vrh, von der Festlandsseite aus betrachtet
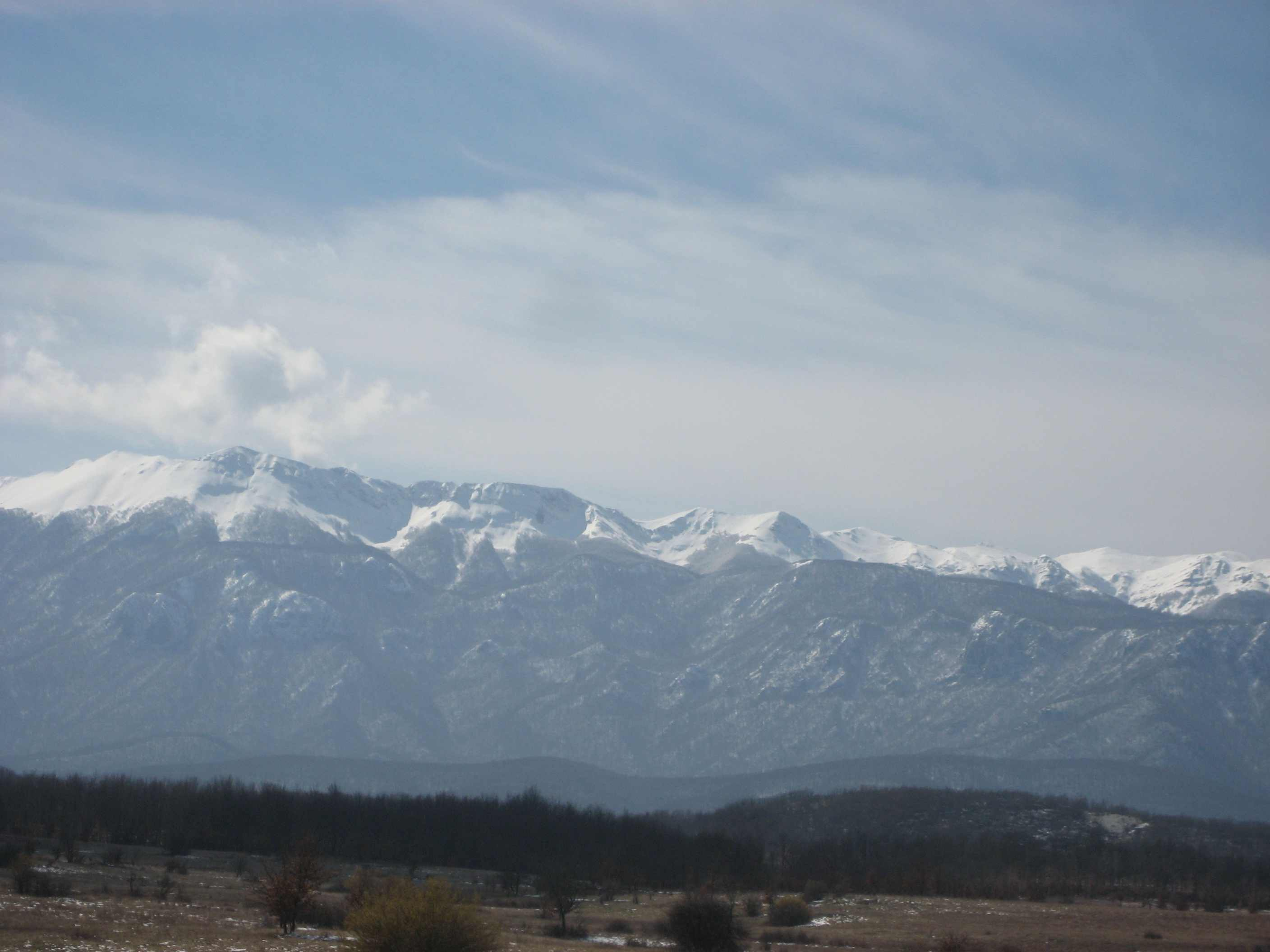
Blick aus der Nähe von Gospić auf den Velebit
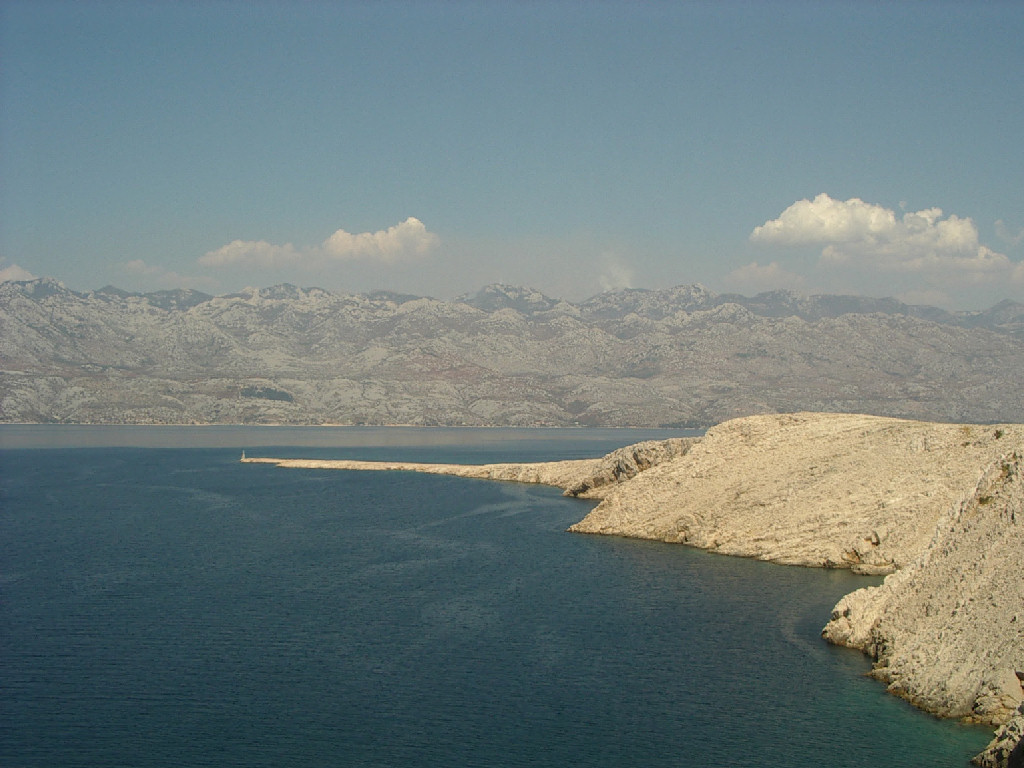
Mittlerer Teil des Velebit
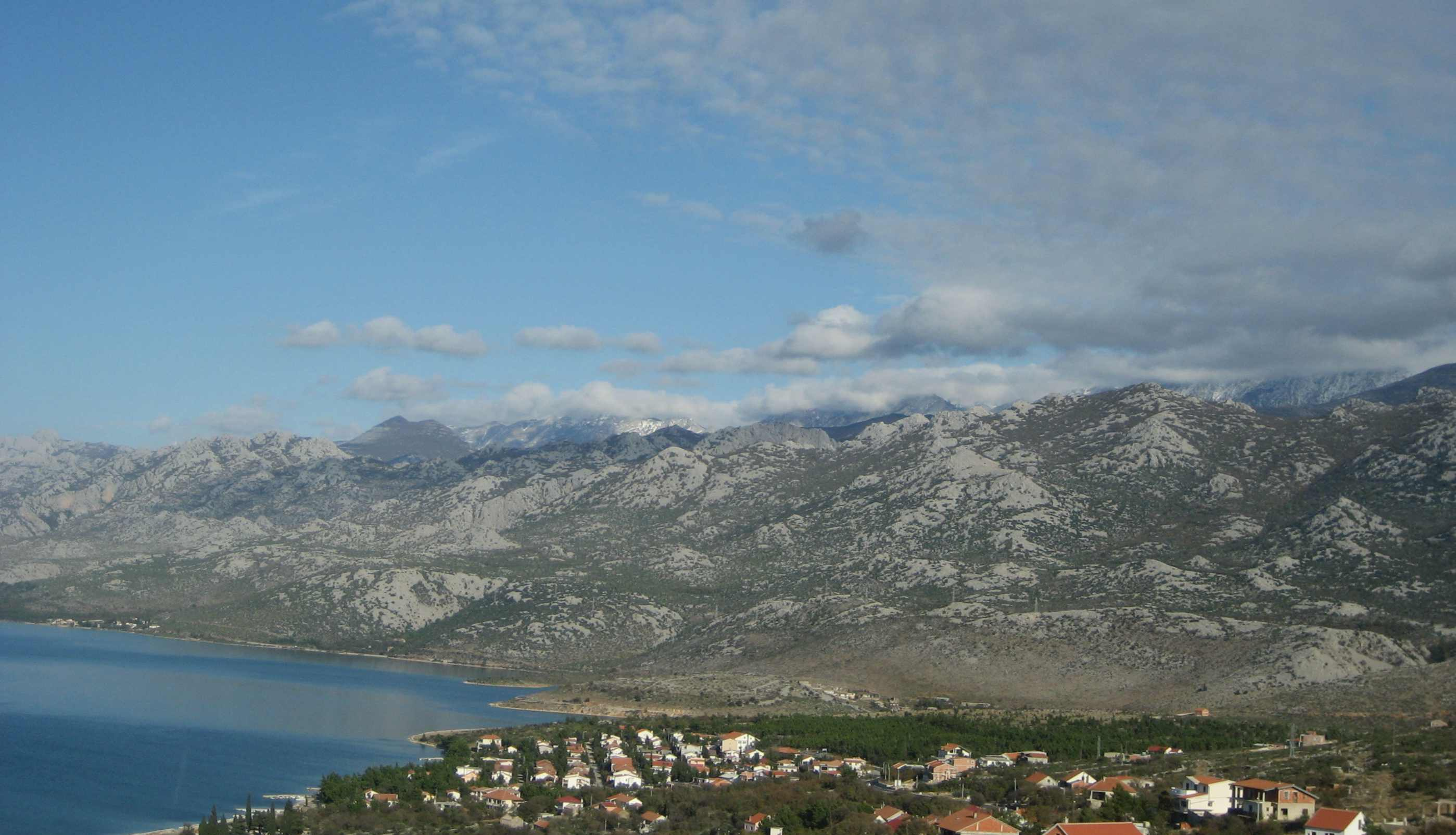
Velebit